# Långåstjärnen, Jämtland
Långåstjärnen är en sjö i Bräcke kommun i Jämtland och ingår i Ljungans huvudavrinningsområde.